# 罗什达古
罗什达古（法語：Roche-d'Agoux，法語發音：[ʁɔʃ daɡu]）是法国多姆山省的一个市镇，属于里永区。

## 地理
罗什达古（46°2'38"N, 2°37'54"E）面积5.56 平方千米，位于法国奥弗涅-罗讷-阿尔卑斯大区多姆山省，该省份为法国中南部省份，北起阿列省接壤，东临卢瓦尔省，南至上盧瓦爾省和康塔爾省，西接科雷兹省和克勒兹省。
与罗什达古接壤的市镇（或旧市镇、城区）包括：比西耶尔、沙朗萨、埃斯皮纳斯、皮永萨附近圣莫里斯、韦尔雅。

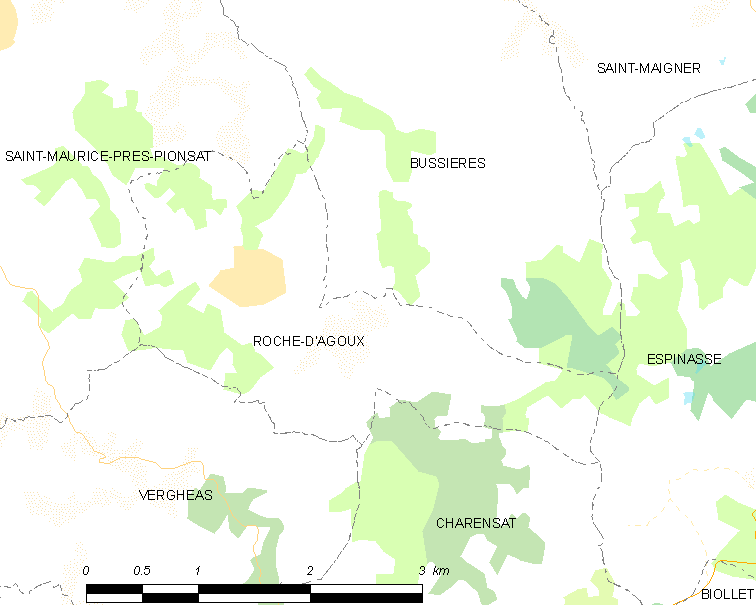
罗什达古的OSM定位图

罗什达古的时区为UTC+01:00、UTC+02:00（夏令时）。

## 行政
罗什达古的邮政编码为63330，INSEE市镇编码为63304。

## 政治
罗什达古所属的省级选区为圣埃卢瓦莱米讷县。

## 人口

1962-2008年间罗什达古人口变化图示

罗什达古于2022年1月1日时的人口数量为114人。